# موج آذرآواری

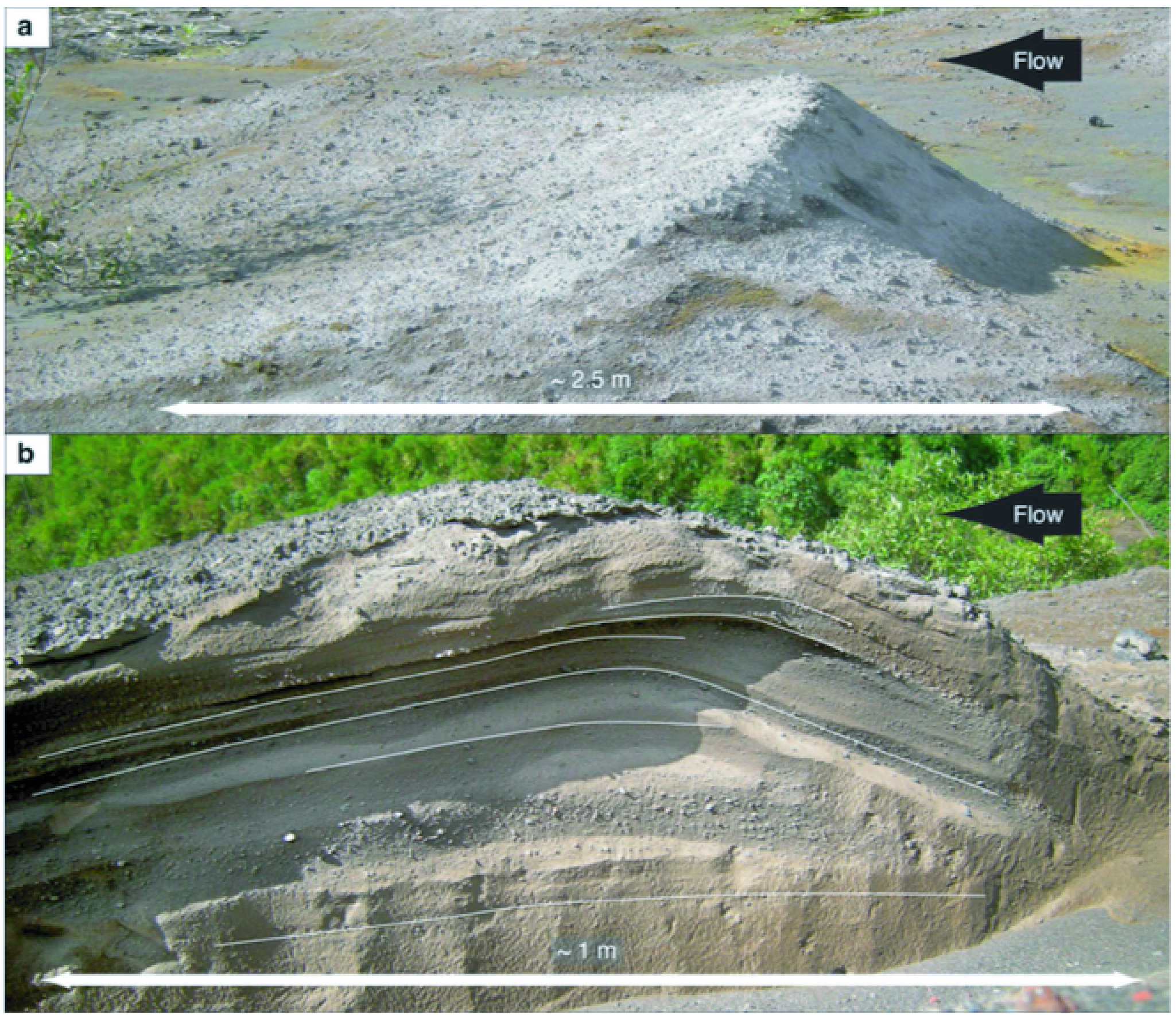
بستر تپه شنی شکل گرفته توسط موج آذرآواری مربوط به فوران تونگوراهوا ۲۰۰۶ (اکوادو)).
به تپه‌ماهورهای تخت و شکل ورقه ورقه شده آن توجه کنید.

موج آذرآواری توده گاز متلاطم و قطعات سنگ است که از برخی فوران‌های آتشفشانی خارج می‌شود.
این موج، شبیه جریان آذرآواری اما چگالی کمتری دارد یا حاوی مقدار بسیار بیشتری از گاز نسبت به سنگ است، که آن را متلاطم تر می‌کند و باعث می‌شود بتواند از روی پشته‌ها و تپه‌ها بالا برود، به جای اینکه همیشه در سراشیبی حرکت کند، مانند جریان‌های پیروکلاستیک.
فقط در مورد کوه سنت هلن، سرعت آنها ۹۰ تا ۱۲۰ متر بر ثانیه (۲۰۰ تا ۲۹۰ مایل بر ساعت)، مستقیماً از طریق عکس‌برداری اندازه‌گیری شده است. تخمین دیگر فوران‌ها، حدود ۱۰۰ متر بر ثانیه است. جریان‌های پیو کلاستیک، ممکن است موج ایجاد کند. به عنوان مثال، شهر سنت پیر در مارتینیک در سال ۱۹۰۲ با یکی از این موارد، نابود شد. موج پیرو کلاستیک، شامل ۳ نوع است که عبارتند از: موج پایه، موج ابر آتشفشانی و موج روی زمین.